# Pierre Biquard
Pierre Biquard, né le 30 août 1901 à Paris 10e et mort le 28 avril 1992 à Paris 14e, est un physicien français.

## Biographie
Pierre Biquard entre à l'École supérieure de physique et de chimie (39e promotion) un an après Frédéric Joliot. Il liera une forte amitié avec ce dernier. Biquard entre ensuite dans le laboratoire d'électricité générale de l'École supérieure de physique et de chimie dirigé par Paul Langevin, alors que Joliot choisit d'étudier dans le laboratoire de Marie Curie.
En 1932, il découvre avec René Lucas en même temps que Peter Debye, la diffraction de la lumière par les ondes ultrasonores. Le 15 janvier 1934, Pierre Biquard  assiste à la découverte de la radioactivité artificielle par Frédéric Joliot.
De 1936 à 1938, Biquard est chef de cabinet d'Irène Joliot-Curie puis de Jean Perrin, secrétaires d’état à la Recherche scientifique dans le gouvernement de Léon Blum.
Pendant la guerre, il s'engage dans la Résistance aux côtés d'Yves Farge, dans la région Rhône-Alpes. Il est un des fondateurs du Commissariat à l'énergie atomique en 1945 et est de 1946 à 1950 le chef de cabinet de Frédéric Joliot, haut-commissaire au CEA. Il est lauréat du prix Félix Robin de la Société française de physique en 1958. Pierre Biquard est nommé professeur d'électricité générale de l'École supérieure de physique et de chimie industrielles de la ville de Paris en 1964. Jacques Lewiner lui succède en 1970.
Son activité scientifique n'empêcha jamais un important engagement politique et militant. Pierre Biquard est membre du Mouvement de la paix, secrétaire général de la Fédération mondiale des travailleurs scientifiques, longtemps compagnon de route du Parti communiste français, auquel il adhère finalement en 1976.

## Ouvrages
- La radioactivité artificielle a 50 ans : 1934-1984, avec Edoardo Amaldi, Ladislas Goldstein, Alain Horeau et André Guinier, Paris, CNRS, 1984.
- Du radium au microprocesseur : histoires de l'École supérieure de physique et de chimie, 1882-1982, Paris, Institut pour le développement de la science, l'éducation et la technologie, 1982.
- Paul Langevin, scientifique, éducateur, citoyen, préface de John Desmond Bernal, Seghers, 1969.
- Frédéric Joliot-Curie et l'énergie atomique, Seghers, Paris, 1961, réédition chez l'Harmattan, 2003.
- L'énergie atomique dans ses répercussions sur la vie et la santé, avec Raymond Chastel, Paris, L'Expansion, 1956.
- Cérémonies du 10ème anniversaire de la mort d'Ernest Rutherford, organisé par Frédéric Joliot-Curie, introduction de Pierre Biquard, dessins de Boris Taslitzky, Paris, Fédération mondiale des travailleurs scientifiques, 1948.
- Les ultrasons, Paris, PUF, coll. « Que sais-je ? », 1945, 1983.
- Sur l'absorption des ondes ultra-sonores par les liquides, thèse de doctorat, Paris, Masson, 1935.
- Deux heures de physique, avec Frédéric Joliot-Curie, Paris, Kra, 1930.